# Macrocarpaea
Macrocarpaea je rod rostlin z čeledi hořcovité. Jsou to polodřevnaté byliny, keře a malé stromy s velkými vstřícnými listy a bledě zbarvenými zvonkovitými květy, které jsou specializované na opylování netopýry a můrami. Rod zahrnuje asi 120 druhů a je rozšířen ve Střední a Jižní Americe. Nejvíce druhů roste ve středních Andách.

## Popis
Zástupci rodu Macrocarpaea jsou vytrvalé polodřevnaté byliny, keře a stromy dorůstající výšky až 10 metrů. Výjimečně rostou i jako epifyty. Listy jsou často rozměrné, eliptické, vejčité nebo obvejčité, tenké nebo kožovité, vstřícné, celistvé a celokrajné. Žilnatina je zpeřená, často vyniklá, s prohnutými postranními žilkami. Květy jsou pravidelné nebo lehce dvoustranně souměrné, pětičetné, stopkaté, uspořádané v bohatých, rozvolněných, koncových vidlanech skládajících thyrsy. Kalich (botanika) je zvonkovitý, s 5 cípy, kožovitý nebo tlustý a dřevnatý a za plodu vytrvalý. Koruna je zelená, bílá nebo žlutá, nálevkovitá až široce nálevkovitá (u druhu M. rubra baňkovitá), tlustá a dužnatá. Korunní trubka je válcovitě zvonkovitá, zakončená krátkými zaoblenými cípy. Tyčinky přirůstají v polovině korunní trubky. Semeník je srostlý ze 2 plodolistů a obsahuje 2 komůrky. Čnělka je tenká a dlouhá, za plodu vytrvalá, zakončená dvoulaločnou bliznou. Plodem je dřevnatá tobolka. Semena jsou hranatá, poněkud zploštělá, bezkřídlá.

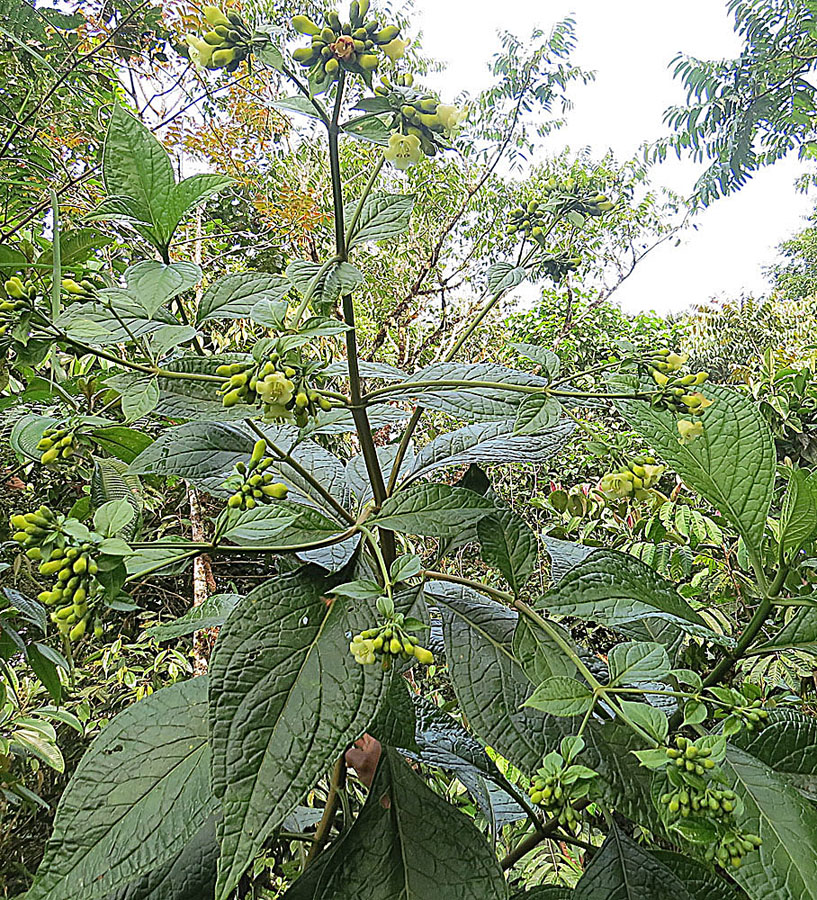
Macrocarpaea sodiroana
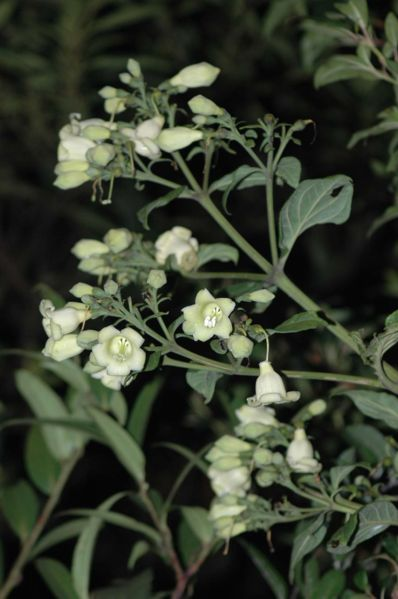
M. apparata
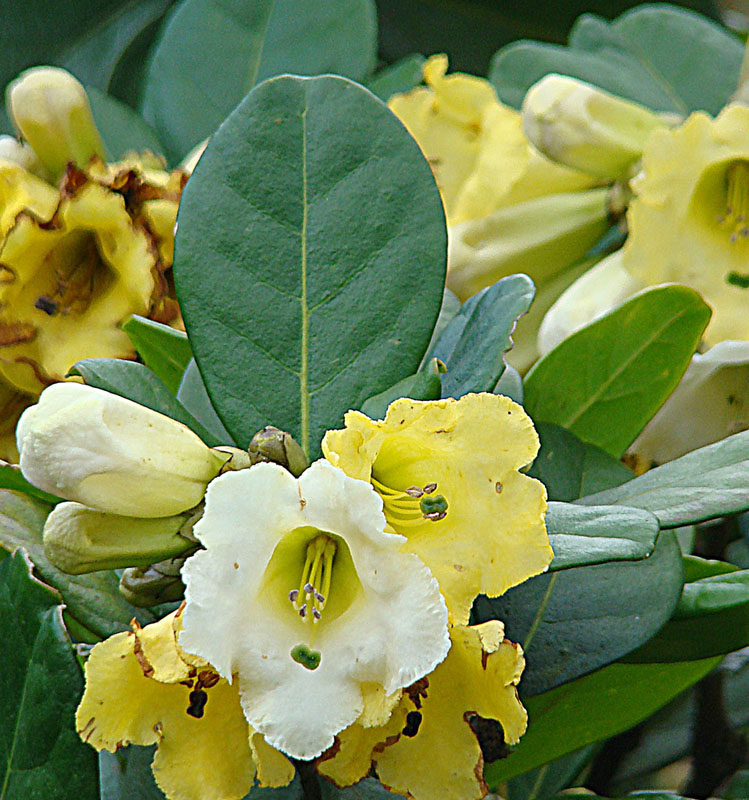
M. auriculata

## Rozšíření
Rod Macrocarpaea zahrnuje asi 120 druhů. Je rozšířen ve Střední a Jižní Americe od Kostariky po Brazílii a Bolívii a na Karibských ostrovech.
Největší počet druhů se vyskytuje ve vlhkých horských lesích jihoamerických And (celkem 98 druhů), zejména v jižním Ekvádoru a severním Peru. Z Ekvádoru je známo 34 druhů, z toho 25 endemických. Z jižní části Střední Ameriky je uváděno 5 druhů, z Velkých Antil 3 druhy, z horského atlantického lesa při pobřeží jihovýchodní Brazílie 8 druhů. Celkem 6 druhů roste na vrcholech stolových hor ve Venezuele. Některé druhy rostou také jako keře v andské alpínské vegetaci, známé jako páramo. Nevyskytují se v nížinné Amazonii ani v temperátních oblastech na jihu Jižní Ameriky.
Zástupci rodu rostou ve vlhkých horských biotopech. Většina druhů jsou endemity relativně nevelkých oblastí.

## Ekologické interakce
Květy Macrocarpaea lákají celou řadu denních i nočních návštěvníků, nejúčinnějšími opylovači jsou však netopýři a můry. Z denních opylovačů je navštěvují kolibříci a nejrůznější hmyz. Květy jsou tvarem a bledou barvou přizpůsobeny opylování netopýry, otevírají se navečer a začínají silně vonět. Produkují velké množství nektaru.

## Taxonomie
Rod Macrocarpaea je v rámci hořcovitých řazen do trubu Helieae a je největším rodem tohoto tribu. Nejblíže příbuzným rodem je rod Chorisepalum. Tyto 2 rody tvoří společně s rody Zonanthus a Tachia monofyletickou skupinu. Všechny tyto rody se vyskytují v Latinské Americe.
Poslední kompletní revize rodu Macrocarpaea byla zveřejněna v roce 1948 a bylo v ní uvedeno 30 druhů.